# 風上旬
風上 旬（かざかみ しゅん）は、日本の漫画家、イラストレーターである。シンプルな描線で描かれるかわいらしいイラストと、不条理な設定や展開を特徴とするギャグ漫画を得意とする。

## ペンネームの由来
ペンネーム「風上 旬」の由来は、かつてゲーム会社アイレムに勤務していた時のエピソードに起因する。「ドッターの風上にも置けない」と評された経験が、このユニークなペンネームの元となった。

## 主な作品

### 漫画
- ハガキ子マッハ2 （『電撃G's magazine』）
- さるかにハムぞう（『電撃PlayStation』）
- 風上ニ頁（コミックピンキィ）（2001年 - 2003年）単行本「5階美少女家電売り場でございます」の巻末に収録
- めろんちゃん／めろコミ（『メロンブックス』）（2003年 - 2014年）めろコミ総集編「ちゃくめろン」全4巻
- 入院患者 クランケちゃん（『RASPBERRY』）（2003年 - 2004年）全3巻（同人）
- もえるるぶ東京案内（2005年 ISBN 4-533-05865-5）
- もえるるぶ東京案内 2006年度版（2006年 ISBN 4-533-06168-0）
- つぶつぶつぶつぶ（『アニメイト☆ブックス』）（2005年 - 2006年）
- くつしたハクビシン（『アニメイトTV』）（2007年 - 2008年）
- 5階美少女家電売り場でございます（『マジキュー』）（2004年 - 2007年）全1巻 2007年12月6日発行
- ぽにたんの萌える競馬（『ヤングチャンピオン烈』）（2008年 - 2009年）
- こんどる♪（『ヤングチャンピオン』）（2009年 - 2012年）全3巻
- ねじゆるゆる（『まんがタイム』）（2009年 - 2012年）全2巻（2巻は同人誌として頒布）
- そこびえランク王室（『マンガマルシェまんまる。』comico）（2012年 - 2014年）全17話+3話
- 眠れる教室の喪女（『ヤングチャンピオン』）（2012年 - 2014年）全2巻
- ウルトラ怪獣擬人化計画 feat.POP Comic code（『ヤングチャンピオン』）全7巻（2015年 - 2020年）
- 陰キャオブザデッド（U-NEXT COMIC）（2023～）

他多数。

### ドット絵
- スーパーR・TYPE（スーパーファミコン、アイレム）
- ダイナウォーズ（スーパーファミコン、アイレム）
- がんばれ大工の源さん（スーパーファミコン、アイレム）
- ソル・モナージュ（SUPER CD-ROM2、アイレム）
- 聖夜物語（SUPER CD-ROM2、ハドソン）

### 原画

#### コンシューマゲーム
- ソル・モナージュ（SUPER CD-ROM2、アイレム）
- Thread Colors〜さよならの向こう側〜（PlayStation 2、ディースリー・パブリッシャー）

#### アーケードゲーム
- さるかにハムぞう（カネコ）

#### PCゲーム
メーカーはすべてActive。
- 花よりダンゴ
- 花よりダンゴ2
- 麻雀幻想曲
- 麻雀幻想曲2
- if（シナリオ1：和也君の憂鬱な一日）
- if2（シナリオ7：決戦は学校で）
- 学園ボンバー
- くすり指の教科書
- くすり指の教科書2
- 恋のフローティングマイン
- アクティブ恋愛方程式
- スタ★グラ
- Hello Again
- ねがぽじ 〜お兄ちゃんと呼ばないでっ!!〜

### その他デザイン
- メロンブックスイメージキャラクター「めろんちゃん」3代目デザイン
- 桜川ひめこ『めろんしちゃって』『運命のリンク』ジャケットデザイン
- ヤンチャン学園 音楽部『コイハナビ』タイプB　ジャケットデザイン

### テレビ番組
- ザ☆ネットスター!（NHK BS2、第2期オープニングイラスト）
- 西川貴教と松井玲奈が突然アニメとマンガとゲームばかりの番組をはじめた件について（MBS、NOTTV、オープニングイラスト）

## テレビ出演
- デジ絵の文法 (フジテレビONE) 22回、23回に出演
- MAG・ネット (NHK) MAG・ネット夏祭り　萌え絵師大喜利に出演

## イベント
- 「ねがぽじ原画集」発売記念サイン会　＠K-BOOKS秋葉原店　(2001)
- 「Thread Colors〜さよならの向こう側〜」完成発表会　＠渋谷Q-FRONT（2002/10/11）
- 「らりくま。」発足発表会トークイベント　桜川ひめこ、tororo、風上旬、かゆらゆか　＠ベルサール新宿グランド（2014年8月14日）
- 「ウルトラ怪獣擬人化計画 feat.POP Comic code」コミックス第1巻発売記念トーク&サイン会　＠阿佐ヶ谷ロフトA（2016年1月22日）

## 関連人物
- 桜川ひめこ - 上記のジャケットイラストを手掛けた他、風上のイベントにゲスト出演するなど、親交が深い。